# Нокс (округ, Мен)
Шаблон:StateAbbr_ 44°07′12″ пн. ш. 69°07′40″ зх. д. / 44.119938° пн. ш. 69.127899° зх. д.
Округ  Нокс (англ. Knox County) — округ (графство) у штаті Мен, США. Ідентифікатор округу 23013.

## Історія
Округ утворений 1860 року.

## Демографія
За даними перепису 
2000 року 
загальне населення округу становило 39618 осіб, зокрема міського населення було 15087, а сільського — 24531.
Серед мешканців округу чоловіків було 19327, а жінок — 20291. В окрузі було 16608 домогосподарств, 10728 родин, які мешкали в 21612 будинках.
Середній розмір родини становив 2,83.
Віковий розподіл населення поданий у таблиці:
| Стать    | До 15 років | 15-21 | 22-29 | 30-39 | 40-49 | 50-65 | 65-85 | Понад 85 |
| -------- | ----------- | ----- | ----- | ----- | ----- | ----- | ----- | -------- |
| Чоловіки | 3645        | 1620  | 1658  | 2742  | 3303  | 3503  | 2550  | 306      |
| Жінки    | 3582        | 1451  | 1579  | 2627  | 3361  | 3715  | 3324  | 652      |

## Суміжні округи
- Волдо — північ
- Лінкольн — захід

## Виноски
1. ↑  U.S. Decennial Census. United States Census Bureau. Архів оригіналу за 26 квітня 2015. Процитовано 7 вересня 2014.
2. ↑  Historical Census Browser. University of Virginia Library. Архів оригіналу за 11 серпня 2012. Процитовано 7 вересня 2014.
3. ↑  Population of Counties by Decennial Census: 1900 to 1990. United States Census Bureau. Процитовано 7 вересня 2014.
4. ↑  Census 2000 PHC-T-4. Ranking Tables for Counties: 1990 and 2000 (PDF). United States Census Bureau. Процитовано 7 вересня 2014.
5. ↑  State & County QuickFacts. United States Census Bureau. Архів оригіналу за 6 червня 2011. Процитовано 19 серпня 2013.(англ.) Наведено за англійською вікіпедією.
6. ↑  American FactFinder. Бюро перепису населення США. Архів оригіналу за 26 лютого 2012. Процитовано 31 січня 2008.

| США | Це незавершена стаття з географії США. Ви можете допомогти проєкту, виправивши або дописавши її. |